# شریتی وادرا
شریتی وادرا (انگلیسی: Shriti Vadera؛ زادهٔ ۲۳ ژوئن ۱۹۶۲) سرمایه‌گذار بانکدار و سیاستمدار اهل بریتانیا است. والدین وادرا از هندیان گجراتی بودند و خودش متولد کشور اوگاندا است. در مارس ۲۰۱۵ وی به عنوان رئیس هیئت مدیره بانک سانتاندر بریتانیا انتخاب شد تا تبدیل به اولین زن تاریخ بریتانیا شود که در رأس یک بانک بزرگ قرار می‌گیرد. در سال ۲۰۱۶ نام وی به عنوان یکی از زنان اثرگذار و الهام‌بخش در سراسر جهان، در فهرست ۱۰۰ زن بی‌بی‌سی قرار گرفت.